# Paracycling-Straßenweltmeisterschaften 2019
Die Paracycling-Straßenweltmeisterschaften 2019 (2019 UCI Para-Cycling Road World Championships) fanden zwischen dem 11. und 15. September 2019 im niederländischen Emmen statt.
In Emmen wurden schon mehrfach Paracycling-Weltcups ausgetragen, zuletzt vom 6. bis zum 8. Juli 2018.

## Resultate

### Zeitfahren Klasse B
| Frauen – WB (31,2 km) |                                     |              |            |
| #                     | Fahrerin/Pilotin                    | Nationalität | Zeit (min) |
|                       | Katie-George Dunlevy/ Eve McCrystal | IRL          | 41:02,51   |
|                       | Emma Foy/ Hannah van Kampen         | NZL          | + 00:55,28 |
|                       | Lora Fachie/ Corrine Hall           | GBR          | + 01:09,03 |

| Männer – MB (31,2 km) |                                  |              |            |
| #                     | Fahrer/Pilot                     | Nationalität | Zeit (min) |
|                       | Vincent ter Schure/ Timo Fransen | NED          | 36:17,29   |
|                       | Stephen Bate/ Adam Duggleby      | GBR          | + 00:27,21 |
|                       | Marcin Polak/ Michal Ladosz      | POL          | + 00:45,27 |

### Straßenrennen Klasse B
| Frauen – WB (81,4 km) |                                     |              |            |
| #                     | Fahrerin/Pilotin                    | Nationalität | Zeit (h)   |
|                       | Emma Foy/ Hannah van Kampen         | NZL          | 2:00:11    |
|                       | Katie-George Dunlevy/ Eve McCrystal | IRL          | gl. Zeit   |
|                       | Justyna Kiryla/ Aleksandra Teclaw   | POL          | + 00:00:02 |

| Männer – MB (103,6 km) |                              |              |          |
| #                      | Fahrer/Pilot                 | Nationalität | Zeit (h) |
|                        | Tristan Bangma/ Patrick Bos  | NED          | 2:16:14  |
|                        | Adolfo Bellido/ Noel Martin  | ESP          | gl. Zeit |
|                        | Marcin Polak/ Michael Ladosz | POL          | gl. Zeit |

### Zeitfahren Klasse C
| #             | Fahrerin             | Nationalität | Zeit (min)  |
| ------------- | -------------------- | ------------ | ----------- |
| WC1 (20,8 km) |                      |              |             |
|               | Qian Wangwei         | CHN          | 37:27,31    |
|               | Katie Toft           | GBR          | + 00:31,95  |
|               | Kaitlyn Schurmann    | AUS          | + 03:00,78  |
| WC2 (20,8 km) |                      |              |             |
|               | Sini Zeng            | CHN          | 34:15,58    |
|               | Sarah Ellington      | NZL          | + 00:47:15  |
|               | Daniela Munevar      | USA          | + 01:39,02  |
| WC3 (20,8 km) |                      |              |             |
|               | Page Greco           | AUS          | 32:10,93    |
|               | Keiko Sugiurka       | JPN          | + 00:02,48  |
|               | Clara Browne         | USA          | + 00:35,53  |
| WC4 (20,8 km) |                      |              |             |
|               | Emily Petricola      | AUS          | 30:55,57    |
|               | Shawn Morelli        | USA          | + 00:32,81  |
|               | Meg Lemon            | AUS          | + 01:28,07  |
| WC5 (20,8 km) |                      |              |             |
|               | Sarah Storey         | GBR          | 29:41,90    |
|               | Anna Harkowska       | POL          | + :00:58,03 |
|               | Kerstin Brachtendorf | GER          | + 01:12,99  |

| #             | Fahrer                   | Nationalität | Zeit (min)  |
| ------------- | ------------------------ | ------------ | ----------- |
| MC1 (20,8 km) |                          |              |             |
|               | Aaron Keith              | USA          | 29:30,71    |
|               | Michael Teuber           | GER          | + 00:31,03  |
|               | Ross Wilson              | CAN          | + 00:53,68  |
| MC2 (20,8 km) |                          |              |             |
|               | Darren Hicks             | AUS          | 28:24,53    |
|               | Ewoud Vromant            | BEL          | + 00:22,33  |
|               | Tristen Chernove         | CAN          | + 00:47,32  |
| MC3 (31,2 km) |                          |              |             |
|               | David Nicholas           | AUS          | 41:25,70    |
|               | Matthias Schindler       | GER          | + 01:01,44  |
|               | Benjamin Watson          | GBR          | + 01:14,35  |
| MC4 (31,2 km) |                          |              |             |
|               | Jozef Metelka            | SVK          | 40:50,58    |
|               | Sergei Pudow             | RUS          | + :00:18,08 |
|               | Carol Eduard Novak       | ROU          | + :00:47,71 |
| MC5 (31,2 km) |                          |              |             |
|               | Alistair Donohoe         | AUS          | 39:22,52    |
|               | Daniel Abraham Gebru     | NED          | + 00:01,77  |
|               | Lauro Cesar Mouro Chaman | BRA          | + 00:08,63  |

### Straßenrennen Klasse C
| #                      | Fahrerin             | Nationalität | Zeit (h) |
| ---------------------- | -------------------- | ------------ | -------- |
| Frauen – WC1 (51,8 km) |                      |              |          |
|                        | Qian Wangwei         | CHN          | 1:37:00  |
|                        | Katie Toft           | GBR          | + 00:14  |
|                        | Kaitlyn Schurmann    | AUS          | + 04:34  |
| Frauen – WC2 (51,8 km) |                      |              |          |
|                        | Maike Hausberger     | GER          | 1:36:52  |
|                        | Daniela Munevar      | COL          | + 00:02  |
|                        | Zeng Sini            | CHN          | + 00:02  |
| Frauen – WC3 (51,8 km) |                      |              |          |
|                        | Wang Xiaomei         | CHN          | 1:36:47  |
|                        | Keiko Sugiura        | JPN          | gl. Zeit |
|                        | Clara Brown          | USA          | gl. Zeit |
| Frauen – WC4 (66,6 km) |                      |              |          |
|                        | Shawn Morelli        | USA          | 1:50:05  |
|                        | Ruan Jianping        | CHN          | + 01:43  |
|                        | Meg Lemon            | AUS          | + 01:44  |
| Frauen – WC5 (66,6 km) |                      |              |          |
|                        | Sarah Storey         | GBR          | 1:49:14  |
|                        | Kerstin Brachtendorf | GER          | + 0:01   |
|                        | Samantha Bosco       | USA          | gl. Zeit |

| #                      | Fahrer                 | Nationalität | Zeit (h) |
| ---------------------- | ---------------------- | ------------ | -------- |
| Männer – MC1 (66,6 km) |                        |              |          |
|                        | Ricardo Ten Argilés    | ESP          | 1:39:44  |
|                        | Pierre Senska          | GER          | + 00:14  |
|                        | Aaron Keith            | USA          | + 00:27  |
| Männer – MC2 (66,6 km) |                        |              |          |
|                        | Alexandre Leaute       | FRA          | 1:39:48  |
|                        | Arslan Gilmutdinowa    | RUS          | gl. Zeit |
|                        | Ewoud Vromant          | BEL          | gl. Zeit |
| Männer – MC3 (66,6 km) |                        |              |          |
|                        | Steffen Warias         | GER          | 1:39:46  |
|                        | Jaco Van Gass          | USA          | + 00:02  |
|                        | Eduardo Santos Asensio | ESP          | gl. Zeit |
| Männer – MC4 (88,8 km) |                        |              |          |
|                        | Wei Guoping            | CHN          | 2:03:50  |
|                        | Sergei Pudow           | RUS          | gl. Zeit |
|                        | Patrik Kuril           | SLO          | gl. Zeit |
| Männer – MC5 (88,8 km) |                        |              |          |
|                        | Andrea Tarlao          | ITA          | 2:02:54  |
|                        | Martin van de Pol      | NED          | + 00:20  |
|                        | Alistair Donohoe       | AUS          | gl. Zeit |

### Zeitfahren Klasse T
| #                     | Fahrerin          | Nationalität | Zeit (min) |
| --------------------- | ----------------- | ------------ | ---------- |
| Frauen – T1 (20,8 km) |                   |              |            |
|                       | Eltje Malzbender  | NZL          | 44:56,16   |
|                       | Julia Sibagatowa  | RUS          | + 01:31,82 |
|                       | Shelley Gaultier  | CAN          | + 01:52,94 |
| Frauen – T2 (15,5 km) |                   |              |            |
|                       | Carol Cooke       | AUS          | 38:11,66   |
|                       | Jill Walsh        | USA          | + 01:01,71 |
|                       | Marie-Eve Croteau | CAN          | + 01:49,74 |

| #                     | Fahrer           | Nationalität | Zeit (min) |
| --------------------- | ---------------- | ------------ | ---------- |
| Männer – T1 (20,8 km) |                  |              |            |
|                       | Chen Jianxin     | CHN          | 36:38,64   |
|                       | Maximilian Jäger | GER          | + 00:37,81 |
|                       | Giorgio Farroni  | ITA          | + 01:44:61 |
| Männer – T2 (13,6 km) |                  |              |            |
|                       | Hans-Peter Durst | GER          | 34:06,93   |
|                       | Stuart Jones     | AUS          | + 00:15,68 |
|                       | Ryan Boyle       | USA          | + 00:54,02 |

### Straßenrennen Klasse T
| #                      | Fahrerin              | Nationalität | Zeit (min) |
| ---------------------- | --------------------- | ------------ | ---------- |
| Frauen – WT1 (22,2 km) |                       |              |            |
|                        | Eltje Malzbender      | NZL          | 51:46      |
|                        | Shelley Gaultier      | CAN          | + 00:12    |
|                        | Julia Sibagatowa      | RUS          | + 06:02    |
| Frauen – WT2 (27,2 km) |                       |              |            |
|                        | Carol Cooke           | AUS          | 59:47      |
|                        | Angelika Dreock-Käser | GER          | + 00:01    |
|                        | Jana Majunke          | GER          | + 00:26    |

| #                      | Fahrer           | Nationalität | Zeit (min) |
| ---------------------- | ---------------- | ------------ | ---------- |
| Männer – MT1 (22,2 km) |                  |              |            |
|                        | Chen Jianxin     | CHN          | 45:47      |
|                        | Maximilian Jäger | GER          | + 00:02    |
|                        | Giorgio Farroni  | ITA          | + 00:08    |
| Männer – MT2 (29,6 km) |                  |              |            |
|                        | Ryan Boyle       | USA          | 52:57      |
|                        | Hans-Peter Durst | GER          | + 00:05    |
|                        | Stephen Hills    | NZL          | + 00:13    |

### Zeitfahren Klasse H
| #                      | Fahrerin           | Nationalität | Zeit (min) |
| ---------------------- | ------------------ | ------------ | ---------- |
| Frauen – WH1 (10,4 km) |                    |              |            |
|                        | Emilie Miller      | AUS          | 43:42,02   |
| Frauen – WH2 (10,4 km) |                    |              |            |
|                        | Roberta Amadeo     | ITA          | 21:29,89   |
|                        | Carmen Koedood     | NLD          | + 01:56,31 |
| Frauen – WH3 (20,8 km) |                    |              |            |
|                        | Alicia Dana        | USA          | 34:41,53   |
|                        | Renata Kaluza      | POL          | + 00:33,15 |
|                        | Anna Oroszova      | SLO          | + 00:57,70 |
| Frauen – WH4 (20,8 km) |                    |              |            |
|                        | Jennette Jansen    | NED          | 33:12,11   |
|                        | Doyeon Lee Do-yeon | KOR          | + 01:46:81 |
|                        | Sandra Graf        | SUI          | + 02:20:10 |
| Frauen – WH5 (20,8 km) |                    |              |            |
|                        | Andrea Eskau       | GER          | 34:47,48   |
|                        | Oksana Masters     | USA          | + 00:28,63 |
|                        | Chantal Haenen     | NED          | + 03:33,39 |

| #                      | Fahrer                  | Nationalität | Zeit (min) |
| ---------------------- | ----------------------- | ------------ | ---------- |
| Männer – MH1 (10,4 km) |                         |              |            |
|                        | Fabrizio Cornegliani    | ITA          | 20:37,88   |
|                        | Maxime Hordies          | RSA          | + 01:26,41 |
|                        | Nicolas Pieter du Preez | RSA          | + 01:29,40 |
| Männer – MH2 (20,8 km) |                         |              |            |
|                        | Luca Mazzone            | ITA          | 33:03,98   |
|                        | Sergio Garrote          | ESP          | + 00:01,54 |
|                        | William Groulx          | USA          | + 00:47,22 |
| Männer – MH3 (20,8 km) |                         |              |            |
|                        | Vico Merklein           | GER          | 29:49,20   |
|                        | Paolo Cecchetto         | ITA          | + 00:44,18 |
|                        | Walter Ablinger         | AUT          | + 00:59,67 |
| Männer – MH4 (20,8 km) |                         |              |            |
|                        | Jetze Plat              | NED          | 28:03,81   |
|                        | Thomas Davis            | USA          | + 00:26,64 |
|                        | Thomas Frühwirth        | AUT          | + 01:14,32 |
| Männer – MH5 (20,8 km) |                         |              |            |
|                        | Alessandro Zanardi      | ITA          | 29:37,84   |
|                        | Tim de Vries            | NED          | + 00:04,32 |
|                        | Oz Sanchez              | USA          | + 00:27,31 |

### Straßenrennen Klasse H
| #                      | Fahrerin        | Nationalität | Zeit (h) |
| ---------------------- | --------------- | ------------ | -------- |
| Frauen – WH1 (22,2 km) |                 |              |          |
|                        | Emilie Miller   | AUS          | 1:32:46  |
| Frauen – WH2 (29,6 km) |                 |              |          |
|                        | Roberta Amadeo  | ITA          | 1:07:13  |
| Frauen – WH3 (51,8 km) |                 |              |          |
|                        | Annika Zeyen    | GER          | 1:37:41  |
|                        | Alicia Dana     | USA          | + 00:01  |
|                        | Renata Kaluza   | POL          | gl. Zeit |
| Frauen – WH4 (51,8 km) |                 |              |          |
|                        | Jennette Jansen | NED          | 1:33:48  |
|                        | Sandra Graf     | SUI          | + 01:36  |
|                        | Less Do-yeon    | KOR          | + 02:31  |
| Frauen – WH5 (51,8 km) |                 |              |          |
|                        | Andrea Eskau    | GER          | 1:38:27  |
|                        | Oksana Masters  | USA          | gl. Zeit |
|                        | Chantal Haenen  | NED          | + 16:26  |

| #                      | Fahrer                      | Nationalität | Zeit (h) |
| ---------------------- | --------------------------- | ------------ | -------- |
| Männer – MH1 (51,8 km) |                             |              |          |
|                        | Maxime Hordies              | BEL          | 1:33:23  |
|                        | Fabrizio Cornegliani        | ITA          | + 04:49  |
|                        | Teppo Polvi                 | FIN          | + 14:04  |
| Männer – MH2 (51,8 km) |                             |              |          |
|                        | Luca Mazzone                | ITA          | 1:33:23  |
|                        | Sergio Garrote              | ESP          | gl. Zeit |
|                        | Willim Groulx               | USA          | + 00:10  |
| Männer – MH3 (66,6 km) |                             |              |          |
|                        | Vico Merklein               | GER          | 1:43:53  |
|                        | Jean-Francois Deberg        | BEL          | gl. Zeit |
|                        | Luis Miguel Garcia-Marquina | ESP          | gl. Zeit |
| Männer – MH4 (66,6 km) |                             |              |          |
|                        | Jetze Plat                  | NED          | 1:39:01  |
|                        | Thomas Davis                | USA          | gl. Zeit |
|                        | Travis Gaertner             | GER          | gl. Zeit |
| Männer – MH5 (66,6 km) |                             |              |          |
|                        | Tim de Vries                | NED          | 1:46:22  |
|                        | Alessandro Zanardi          | ITA          | gl. Zeit |
|                        | Liu Qiangli                 | CHN          | gl. Zeit |

### Handbiker-Staffel
| Platz | Sportler                                        | Land | Zeit (min) |
| ----- | ----------------------------------------------- | ---- | ---------- |
|       | Paolo Cecchetto Luca Mazzone Alessandro Zanardi | ITA  | 21:28      |
|       | William Groulx Brandon Lyons Thomas Davis       | USA  | 21:42      |
|       | Annika Zeyen Bernd Jeffré Vico Merklein         | GER  | 21:45      |

## Medaillenspiegel
| Platz | Land                   | Gold | Silber | Bronze | Gesamt |
| ----- | ---------------------- | ---- | ------ | ------ | ------ |
| 1     | Australien             | 9    | 1      | 5      | 15     |
| 2     | Deutschland            | 8    | 8      | 3      | 19     |
| 3     | Italien                | 8    | 3      | 2      | 13     |
| 4     | Niederlande            | 7    | 4      | 2      | 13     |
| 5     | Volksrepublik China    | 7    | 1      | 2      | 10     |
| 6     | Vereinigte Staaten     | 4    | 8      | 9      | 21     |
| 7     | Neuseeland             | 3    | 2      | 1      | 6      |
| 8     | Vereinigtes Königreich | 2    | 4      | 2      | 8      |
| 9     | Spanien                | 1    | 3      | 2      | 6      |
| 10    | Belgien                | 1    | 3      | 1      | 5      |
| 11    | Irland                 | 1    | 1      | 0      | 2      |
| 12    | Slowakei               | 1    | 0      | 2      | 3      |
| 13    | Frankreich             | 1    | 0      | 0      | 1      |
| 14    | Russland               | 0    | 4      | 1      | 5      |
| 15    | Polen                  | 0    | 2      | 4      | 6      |
| 16    | Japan                  | 0    | 2      | 0      | 2      |
| 17    | Kanada                 | 0    | 1      | 4      | 5      |
| 18    | Südkorea               | 0    | 1      | 1      | 2      |
| 18    | Schweiz                | 0    | 1      | 1      | 2      |
| 18    | Kolumbien              | 0    | 1      | 1      | 2      |
| 21    | Österreich             | 0    | 0      | 2      | 2      |
| 22    | Rumänien               | 0    | 0      | 1      | 1      |
| 22    | Südafrika              | 0    | 0      | 1      | 1      |
| 22    | Brasilien              | 0    | 0      | 1      | 1      |
| 22    | Finnland               | 0    | 0      | 1      | 1      |
| Total | Total                  | 53   | 50     | 49     | 152    |

## Aufgebote

### Bund Deutscher Radfahrer
- Andrea Eskau, Kerstin Brachtendorf, Jana Majunke, Hans-Peter Durst, Mariusz Frankowski, Bernd Jeffré, Steffen Warias, Vico Merklein, Tim Kleinwächter (Pilot: Peter Renner), Erich Winkler, Drazen Boric, Denise Schindler, Mathias Schindler, Pierre Senska, Michael Teuber, Tobias Vetter, Johannes Herter, Maike Hausberger, Maximilian Jäger, Annika Zeyen, Angelika Dreock-Käser

### Swiss Cycling
- Sandra Graf, Sandra Stöckli, Benjamin Früh, Jean Marc Berset, Cornel Villiger, Fabian Recher, Felix Frohofer, Tobias Fankhauser, Heinz Frei, Roger Bolliger

### Österreichischer Radsport-Verband
- Walter Ablinger, Ernst Bachmaier, Elisabeth Egger, Thomas Frühwirth, Alexander Gritsch, Yvonne Marzinke, Wolfgang Schattauer, Christoph Stadlbauer, Andreas Zirkl